# مارپیچ آلفا

مارپیچ آلفا

ساختاری مارپیچی که از آمینواسیدها تشکیل یافته و در ساختمان پروتئین‌ها نقش دارد.این ساختار به علت داشتن پیوند هیدروژنی آبدوست است.
مارپیچ آلفا یکی از ساختارهای دوم رایج در پروتئین‌هاست. مارپیچ آلفا یک مارپیچ راستگرد است که ساختار آن هر ۵.۴ آنگستروم یکبار تکرار می‌شود. در هر دو مارپیچ آلفا، ۳.۶ اسید آمینه وجود دارد. یعنی هر ۱.۵ آنگستروم یک اسید آمینه در طول مارپیچ آلفا قرار می‌گیرد. هر گروه کربوکسیل و آمین در مارپیچ آلفا با اسید آمینه‌ای با فاصله چهار تا از خود، دارای پیوند هیدروژنی می‌باشد و این الگو در سراسر مارپیچ، غیر از چهار اسیدآمینه در دو انتهای آن تکرار شده‌است.مارپیچ آلفا رایج ترین آرایش ساختاری در ساختار ثانویه پروتئین ها است.  همچنین این افراطی ترین نوع ساختار موضعی است، و این ساختار محلی است که به آسانی از روی دنباله ای از اسیدهای آمینه پیش بینی می شود.
```
مارپیچ آلفا دارای یک ساختار مارپیچ دست راست است که در آن هر ستون فقرات گروه N-H با پیوند هیدروژنی به گروه C=O از اسید آمینه که چهار باقیمانده اولیه در توالی پروتئین است، پیوند می‌خورد. 
```

مارپیچ آلفا نیز معمولاً به نام:
```
مارپیچ α پاولینگ-کوری-برانسون (از نام سه دانشمندی که ساختار آن را توصیف کردند)نیز نامیده می شود 
3.613-helix زیرا 3.6 اسید آمینه در یک حلقه وجود دارد و به طور متوسط 13 باقیمانده در هر چرخش مارپیچ وجود دارد که 13 اتم در حلقه تشکیل شده توسط پیوند هیدروژنی درگیر هستند.
```